# Swing de golf
Pour les articles homonymes, voir Swing.

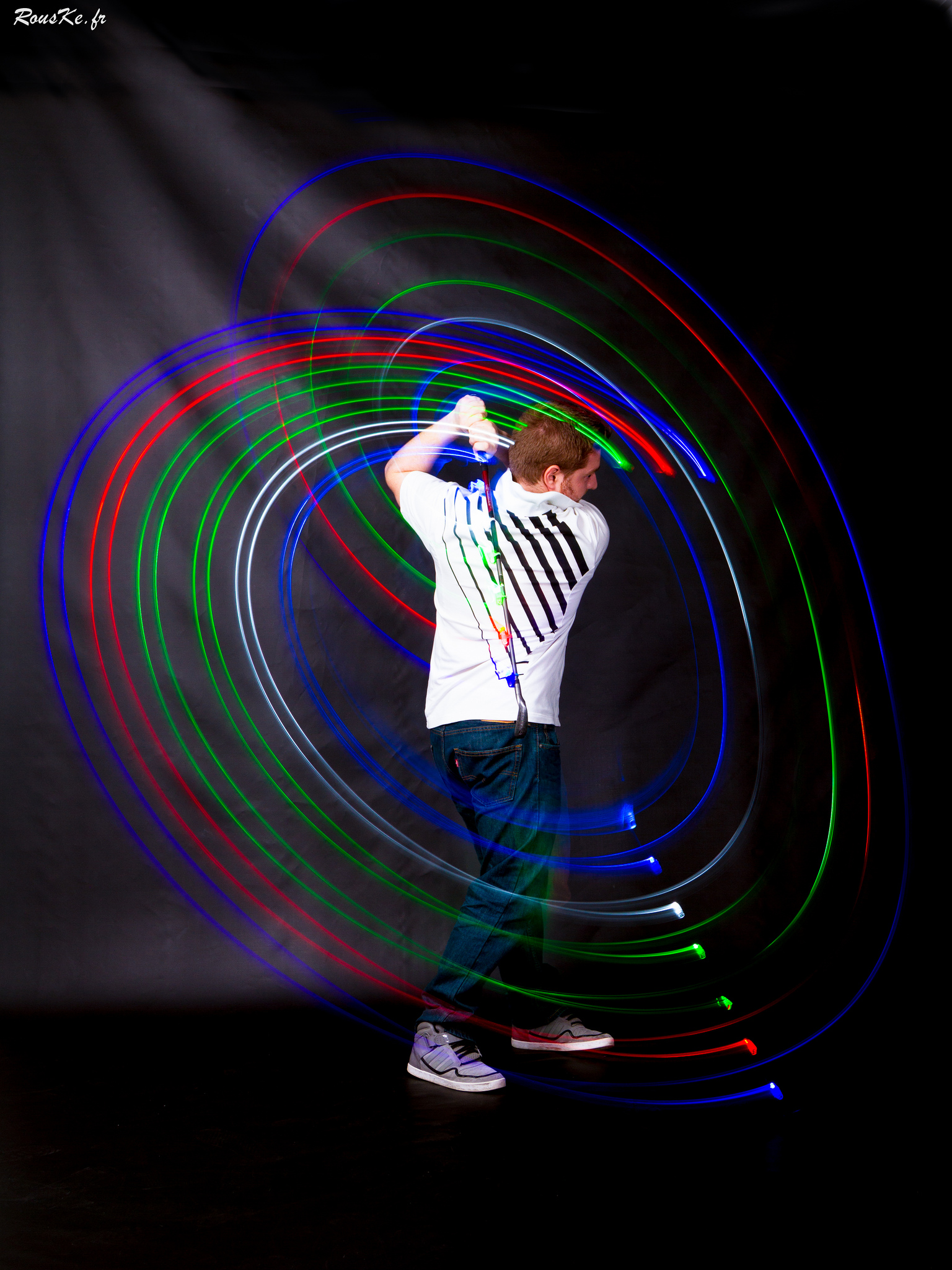
Swing de golf

Le swing de golf (élan au Québec) est le mouvement effectué dans le but d'apporter une énergie, à l'aide d'un club, à la balle pour qu'elle parcoure la distance souhaitée. On appelle ce mouvement le swing. Tout golfeur a un swing propre, mais celui-ci comporte tout de même des éléments quasi-fondamentaux :
- back-swing : Il s'agit d'une rotation du buste et non des bras vers l'arrière. On peut appeler over-swing le fait d'aller trop loin en arrière, ce qui peut permettre de donner plus de vitesse au club mais réduit par contre la précision.
- puis d'une rotation inverse, vers l'avant, et d'un lancement des bras vers la cible, partie appelée finish.

C'est la rotation qui entraîne les bras. Un bon swing doit procurer le plus d'énergie possible à la balle en la frappant en plein centre du club. Une pleine rotation entraîne un swing complet et une demi-rotation un demi-swing.
D'un point de vue psychologique, la balle n'est qu'un incident de parcours du swing. La souplesse de l'élan dépend aussi d'un grip relâché. Il est conseillé de ne pas s'inspirer de l'élan des professionnels, bien que ceux-ci, tout en ayant l'impression de donner de la puissance (Woods, McIlroy, Stenson, par exemple), sont en réalité extrêmement "relax" dans toutes les parties du corps incriminées. D'un point de vue pédagogique enfin, on concèdera que le swing d'Ernie Els est un modèle de relâchement pour ceux qui chercheraient à s'inspirer des meilleurs. Forcer n'engendre rien d'autre qu'un coup moyen voire raté.